# Погребняк Олександр Дмитрович
Погребняк Олександр Дмитрович (нар.6 серпня 1947, м. Ленінськ-Кузнецький Кемеровської області, РРФСР) — доктор фізико-математичних наук, професор Сумського державного університету.

## Біографія
Олександр Погребняк народвся 6 серпня 1947 року у м. Ленінськ-Кузнецький Кемеровської області (Росія).
У 1971–1976 роках навчався у Томському політехнічному інституту.
У 1984 році успішно захистив кандидатську дисертацію «Аннигиляция позитронов в полупроводниках Si и GaAs, облученных мощными потоками излучения», а 1994 року — «Модификация свойств металлов и сплавов мощными пучками частиц».
У 1999–2006 роках був директором Сумського інституту модифікації поверхні. Протягом з 2005–2008 років посідав посаду завідувача відділу Інституту металофізики НАН України у м. Києві.
У 2008–2009 роках був професором Сумського аграрного національного університету.
З 2009 року працює професором кафедри електроніка і комп'ютерна техніка Сумського державного університету.

## Громадська діяльність
Олександр Погребнк є гістевим редактором журналу «Vacuum», North-Holland та заступником редактора журналу «Физическая инженерия поверхности» м. Харків;
Також він є членом об'єднаного Європейського комітету PSE/PISE, членом оргкомітету міжнародних конференцій PSE, AEPSE, ION, NEET, VEET

## Науковий доробок
- Погребняк А. Д. , Бойко В. И., Валяев А. Н. Модификация металлических материалов импульсными мощными пучками частиц, УФН 169, № 11 (1999).
- А. Д. Погребняк, Ю. Н. Тюрин, Модификация свойств материалов и осаждение покрытий с помощью плазменных струй, УФН B 75, № 5 (2005).